# Tony Hawk's

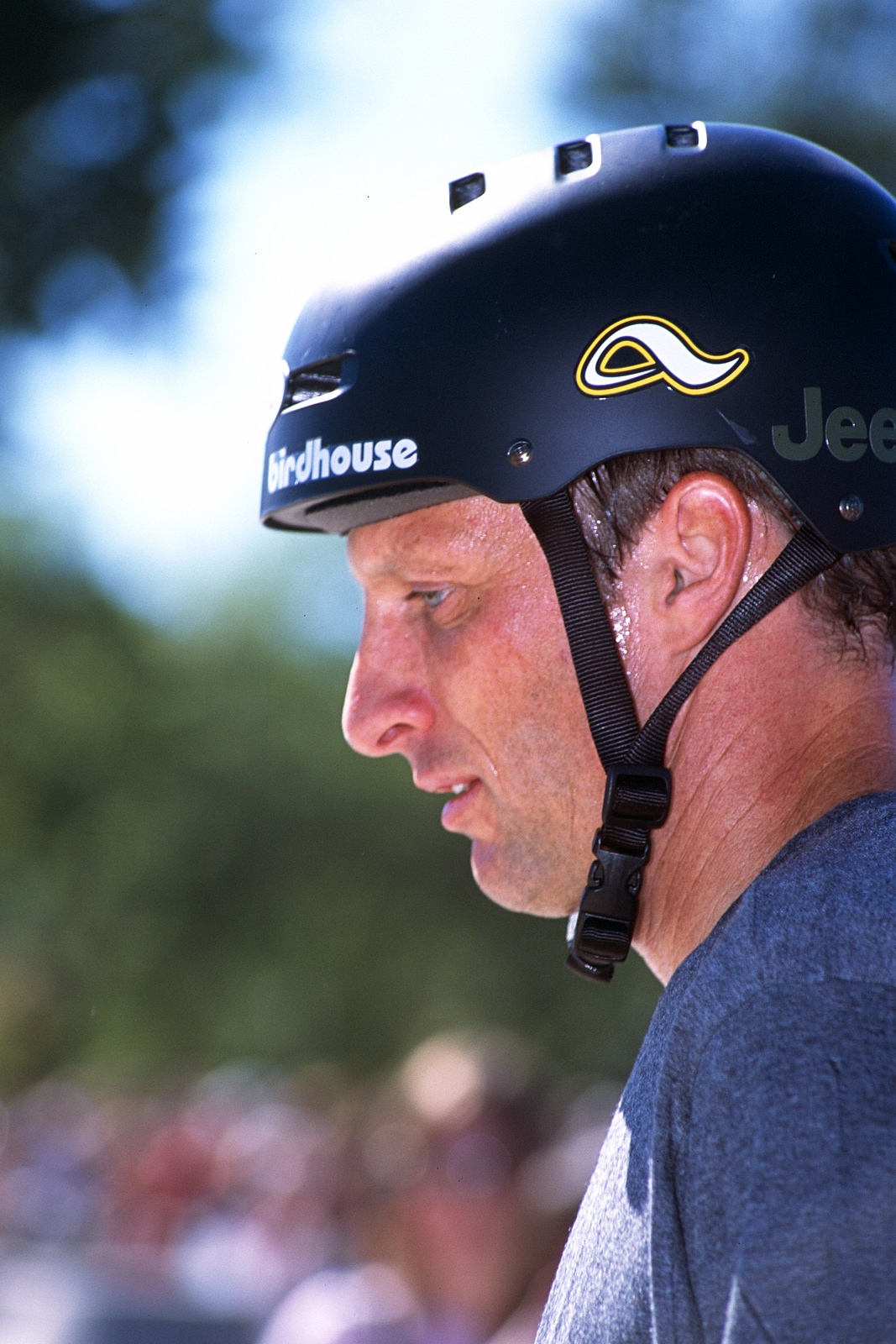
Tony Hawk na abertura do skate park de Mobash em Montana

Tony Hawk's (série) (também abreviado como TH + iniciais do subtítulo correspondente) é uma série de jogos digitais com foco em Skate tendo o skatista profissional Tony Hawk como principal personalidade.
De acordo com Joel Jewett, cofundador da Neversoft, a série surgiu por demanda da Activision quando a mesma percebeu, nos anos noventa, a popularidade do Skate na época. O primeiro jogo foi inspirado em um arcade da Sega, o Top Skater de 1997. Tal fato é visível no terceiro mapa do jogo, o Mall New York, que se destaca por ser uma grande descida do ponto A ao ponto B, assim como os designs dos mapas do Top Skater. O título do jogo leva o nome de Tony Hawk pois a distribuidora precisava de um grande nome para vender o jogo. Hawk ajudou um pouco com ideias e estava no auge de sua carreira nos anos noventa.
Os primeiros jogos da série tiveram grande sucesso do final dos anos noventa e começo dos anos dois mil, por isso encorajou outras desenvolvedoras a criarem títulos semelhantes como Grind Session da Shaba Games — que mais tarde iria ajudar no desenvolvimento de alguns jogos da Neversoft —, Evolution Skateboarding da Konami e também a própria Neversoft a desenvolver Kelly Slater's Pro Surfer em 2002.

## Jogos da série
| Ano                              | Título             | Desenvolvedora                                                             | Desenvolvedora                                                                  | Desenvolvedora                                                                          | Desenvolvedora |
| Ano                              | Título             | Primária                                                                   | Secundária                                                                      | Secundária                                                                              |                |
| Ano                              | Título             | Primária                                                                   | Portátil                                                                        | Outro                                                                                   |                |
| -------------------------------- | ------------------ | -------------------------------------------------------------------------- | ------------------------------------------------------------------------------- | --------------------------------------------------------------------------------------- | -------------- |
| Era Neversoft (1999–2007)        |                    |                                                                            |                                                                                 |                                                                                         |                |
| 1999                             | Pro Skater         | Neversoft (PlayStation)                                                    | Natsume (GBC) Ideaworks3D (N-Gage, Mobile)                                      | Treyarch (Dreamcast) Edge of Reality (N64)                                              |                |
| 2000                             | Pro Skater 2       | Neversoft (PlayStation)                                                    | Vicarious Visions (GBA) Natsume (GBC)                                           | LTI Gray Matter (Windows, iOS) Aspyr (Mac) Treyarch (Dreamcast) Edge of Reality (N64)   |                |
| 2001                             | Pro Skater 3       | Neversoft (PS2, GCN, Xbox)                                                 | Vicarious Visions (GBA) HotGen (GBC)                                            | Shaba Games (PlayStation) Gearbox Software (Windows) Edge of Reality (N64) Beenox (Mac) |                |
| 2001                             | Pro Skater 2x      | Treyarch (Xbox)                                                            | —                                                                               | —                                                                                       |                |
| 2002                             | Pro Skater 4       | Neversoft (PS2, GCN, Xbox)                                                 | Vicarious Visions (GBA, Mobile) Semi Logic Entertainments (Zodiac)              | Vicarious Visions (PlayStation) Beenox (Windows, Mac)                                   |                |
| 2003                             | Underground        | Neversoft (PS2, GCN, Xbox)                                                 | Vicarious Visions (GBA) Jamdat (Mobile)                                         | Beenox (Windows)                                                                        |                |
| 2004                             | Underground 2      | Neversoft (PS2, GCN, Xbox)                                                 | Vicarious Visions (GBA) Jamdat (Mobile) Shaba Games (Underground 2: Remix: PSP) | Beenox (Windows)                                                                        |                |
| 2005                             | American Wasteland | Neversoft (PS2, GCN, Xbox, X360)                                           | Vicarious Visions (American Sk8land: DS, GBA) Jamdat (Mobile)                   | Aspyr (Windows)                                                                         |                |
| 2006                             | Downhill Jam       | Toys for Bob (Wii)                                                         | Vicarious Visions (DS) Visual Impact (GBA) Fishlabs (Mobile)                    | SuperVillain Studios (PS2)                                                              |                |
| 2006                             | Project 8          | Neversoft (X360, PS3)                                                      | Page 44 Studios (PSP)                                                           | Shaba Games (Xbox, PS2)                                                                 |                |
| 2007                             | Proving Ground     | Neversoft (X360, PS3)                                                      | Vicarious Visions (DS)                                                          | Page 44 Studios (Wii, PS2)                                                              |                |
| Era Robomodo (2008–2015)         |                    |                                                                            |                                                                                 |                                                                                         |                |
| 2008                             | Motion             | Creat Studios (DS)                                                         | Creat Studios (DS)                                                              | Creat Studios (DS)                                                                      |                |
| 2009                             | Vert               | Glu Mobile (Mobile)                                                        | Glu Mobile (Mobile)                                                             | Glu Mobile (Mobile)                                                                     |                |
| 2009                             | Ride               | Robomodo (X360, PS3)                                                       | —                                                                               | Buzz Monkey Software (Wii)                                                              |                |
| 2010                             | Shred              | Robomodo (X360, PS3, Wii)                                                  | —                                                                               | —                                                                                       |                |
| 2012                             | Pro Skater HD      | Robomodo (X360, PS3, Windows)                                              | —                                                                               | Disruptive Games (Multiplayer online)                                                   |                |
| 2014                             | Shred Session      | Big Bit (iOS, Android; adiado por tempo indeterminado após um soft launch) | Big Bit (iOS, Android; adiado por tempo indeterminado após um soft launch)      | Big Bit (iOS, Android; adiado por tempo indeterminado após um soft launch)              |                |
| 2015                             | Pro Skater 5       | Robomodo (XONE, PS4)                                                       | —                                                                               | Disruptive Games (Multiplayer online) Fun Labs (X360, PS3)                              |                |
| Era pós Robomodo (2016–presente) |                    |                                                                            |                                                                                 |                                                                                         |                |
| 2018                             | Skate Jam          | Maple Media (iOS, Android)                                                 | Maple Media (iOS, Android)                                                      | Maple Media (iOS, Android)                                                              |                |
| 2020                             | Pro Skater 1 + 2   | Vicarious Visions (Windows, PS4, XONE)                                     | —                                                                               | Beenox (trabalho adicional)                                                             |                |

## Jogabilidade
A série Tony Hawk foi originalmente desenvolvida como um clássico jogo de arcade. O objetivo da maioria dos modos de jogo é atingir uma pontuação alta. Para fazer isso, o jogador tem que executar e combinar com sucesso vários tipos de manobras, essas que são aerials, flips, grinds, lips e manuals, com execuções bem-sucedidas adicionadas à pontuação do jogador. O valor do ponto da manobra é baseado no tempo mantido, grau de rotação, número de truques realizados em sequência, manobras em pontos de referência específicos no mapa e o número de vezes que as manobras foram usadas. Manobras de sucesso também aumentam o medidor especial do jogador, que, uma vez cheio, permite a execução de truques especiais que valem muito mais do que os normais. Bails (queda do skate devido a má aterrissagem) faz com que nenhum ponto seja concedido pela tentativa de manobra e zera a barra especial. Os controles do jogo se desenvolveram mais conforme a série foi avançando. Enquanto o Tony Hawk's Pro Skater original apresentava um conjunto bastante limitado de movimentos, os jogos posteriores permitiam ao jogador alternar entre os movimentos durante o mesmo grind ou sequência manual, realizar transferências, segurar e dirigir vários veículos, andar a pé e escalar paredes, câmera lenta ou executar truques mais avançados pressionando os botões repetidamente, por exemplo, um kickflip duplo ou triplo em vez de um normal. Jogos posteriores, como American Wasteland, permitiram ao jogador também usar um BMX, enquanto Motion e Shred usavam um snowboard externo como controle.

## Histórico de Desenvolvedoras
Grande parte dos jogos que compõem a série foram desenvolvidos pela Neversoft, também muita conhecida pela série de jogos Guitar Hero, e distribuídos pela Activision. Já alguns títulos como Tony Hawk: Ride, e outros spin-offs — com exceção de TH's Downhill Jam que foi desenvolvido pela Toys For Bob — foram desenvolvidos pela Robomodo que mais tarde, após o fechamento da Neversoft, assume o lugar da mesma como desenvolvedora principal da série com Tony Hawk's Pro Skater 5 assim ocasionando mais descontentamento por parte dos fãs com a série que já havia perdendo notoriedade desde o título Tony Hawk's Project 8 de 2006.
No dia 12 de maio de 2020, a Activision anunciou Tony Hawk's Pro Skater 1 + 2, uma remasterização do primeiro e segundo jogo da série. Está a ser desenvolvido pela Vicarious Visions e tem data de lançamento para dia 4 de setembro de 2020 para Microsoft Windows, PlayStation 4 e Xbox One.

## Skatistas profissionais
Abaixo está a lista de todos os Skatistas profissionais que passaram pela série:
| Skater              | THPS | THPS2 | THPS3 | THPS4 | THUG | THUG2 | THAW | THP8 | THPG |
| ------------------- | ---- | ----- | ----- | ----- | ---- | ----- | ---- | ---- | ---- |
| Tony Hawk           | Sim  | Sim   | Sim   | Sim   | Sim  | Sim   | Sim  | Sim  | Sim  |
| Lyn-Z Adams Hawkins | Não  | Não   | Não   | Não   | Não  | Não   | Não  | Sim  | Não  |
| Tony Alva           | Não  | Não   | Não   | Não   | Não  | Não   | Sim  | Não  | Não  |
| Bob Burnquist       | Sim  | Sim   | Não   | Sim   | Sim  | Sim   | Sim  | Sim  | Sim  |
| Steve Caballero     | Não  | Sim   | Sim   | Sim   | Sim  | Não   | Não  | Não  | Não  |
| Kareem Campbell     | Sim  | Sim   | Sim   | Sim   | Sim  | Não   | Não  | Não  | Não  |
| Dustin Dollin       | Não  | Não   | Não   | Não   | Não  | Não   | Não  | Sim  | Sim  |
| Jason Ellis         | Não  | Não   | Não   | Não   | Não  | Não   | 1    | Não  | Não  |
| Rune Glifberg       | Sim  | Sim   | Sim   | Sim   | Sim  | Não   | Não  | Não  | Não  |
| Christian Hosoi     | Não  | Não   | Não   | Não   | Não  | Não   | Não  | Sim  | Não  |
| Nyjah Huston        | Não  | Não   | Não   | Não   | Não  | Não   | Não  | Sim  | Sim  |
| Natas Kaupas        | Não  | Não   | Não   | Não   | Não  | 2     | Não  | Não  | Não  |
| Jeff King           | Não  | Não   | Não   | Não   | Não  | Não   | Não  | Não  | Sim  |
| Eric Koston         | Não  | Sim   | Sim   | Sim   | Sim  | Sim   | Não  | Não  | Não  |
| Bucky Lasek         | Sim  | Sim   | Sim   | Sim   | Sim  | Não   | Não  | Não  | Não  |
| Jason Lee           | Não  | Não   | Não   | Não   | Não  | Não   | Não  | Sim  | Não  |
| Bam Margera         | Não  | Não   | Sim   | Sim   | Sim  | Sim   | Sim  | Sim  | Sim  |
| Lance Mountain      | Não  | Não   | Não   | Não   | Não  | Não   | Não  | Não  | Sim  |
| Rodney Mullen       | Não  | Sim   | Sim   | Sim   | Sim  | Sim   | Sim  | Sim  | Sim  |
| Chad Muska          | Sim  | Sim   | Sim   | Sim   | Sim  | Sim   | Não  | Não  | Não  |
| Stacy Peralta       | Não  | Não   | Não   | Não   | 3    | Não   | Não  | Não  | Não  |
| Andrew Reynolds     | Sim  | Sim   | Sim   | Sim   | Sim  | Não   | Sim  | Não  | Sim  |
| Paul Rodriguez      | Não  | Não   | Não   | Não   | Sim  | Não   | Sim  | Sim  | Não  |
| Jereme Rogers       | Não  | Não   | Não   | Não   | Não  | Não   | Não  | Não  | Sim  |
| Geoff Rowley        | Sim  | Sim   | Sim   | Sim   | Sim  | Não   | Não  | Não  | Não  |
| Arto Saari          | Não  | Não   | Não   | Não   | Sim  | Não   | Não  | Não  | Sim  |
| Ryan Sheckler       | Não  | Não   | Não   | Não   | Não  | Sim   | Sim  | Sim  | Sim  |
| Daewon Song         | Não  | Não   | Não   | Não   | Não  | Não   | Sim  | Sim  | Sim  |
| Kevin Staab         | Não  | Não   | Não   | Não   | Não  | Não   | Não  | 4    | Não  |
| Elissa Steamer      | Sim  | Sim   | Sim   | Sim   | Sim  | Não   | Não  | Não  | Não  |
| Jamie Thomas        | Sim  | Sim   | Sim   | Sim   | Sim  | Não   | Não  | Não  | Não  |
| Vanessa Torres      | Não  | Não   | Não   | Não   | Não  | Não   | Não  | Não  | Sim  |
| Tony Trujillo       | Não  | Não   | Não   | Não   | Não  | Não   | Sim  | Não  | Não  |
| Mike Vallely        | Não  | Não   | Não   | Sim   | Sim  | Sim   | Sim  | Sim  | Sim  |
| Stevie Williams     | Não  | Não   | Não   | Não   | Não  | Não   | Sim  | Sim  | Sim  |

1. ↑  Esta pessoa é um Skatista Secreto.
2. ↑  Esta pessoa é um Skatista Bônus.
3. ↑  Esta pessoa aparece como um personagem não jogável.
4. ↑  Esta pessoa também aparece em Tony Hawk's Downhill Jam.

## Curiosidades
- Bob Burnquist é a personalidade que mais esteve na série sem contar Tony Hawk. O brasileiro só não esteve em Tony Hawk's Pro Skater 3. Rodney Mullen divide esse recorde, mas por ter ficado de fora do primeiro título, Bob Burnquist se isola como o mais presente.
- Tony Hawk's Underground foi o primeiro título da série a deixar o jogador sair de cima do skate para caminhar, correr e pular.
- Tony Hawk's American Wasteland foi o único título a incluir um esporte praticado quando o jogador não está a utilizar o skate, o parkour. O jogador aprende em Beverly Hills (2ª fase do Modo História): Wallrun, Wallflip, Wallgrab (ou shimmy), wire grab (não é mostrado), Back Tuck e Front Tuck.
- Tony Hawk's American Wasteland foi o primeiro título a tentar acrescentar o conceito de transitar entre os mapas sem precisar passar por uma tela de carregamento a série, porém, só mais tarde em Tony Hawk's Project 8 que o conceito viria a ser aplicado da forma satisfatória visto que em THAW haviam apenas longos caminhos entre uma cidade e outra que serviam para dar tempo pro console carregar o próximo cenário ao invés de exibir uma tela de carregamento.
- Os títulos Pro Skater 4, Undergroud, Undergroud 2, American Wasteland, Downhill Jam, Project 8, Proving Ground, Ride e Shred são os únicos que se tem possibilidade de criar e utilizar personagens do sexo feminino.
- Os títulos Tony Hawk's Project 8 e Tony Hawk's Proving Ground são os únicos da série a não possuírem um criador de parques de skate, porém, ambos possuem uma mecânica para o jogador poder de alguma forma acrescentar objetos interativos ao cenário principal, tais como corrimões e rampas.
- Antes de conversar com a Neversoft, Tony Hawk já havia conversado com a Rockstar Games a respeito de um jogo de skate que a mesma estava a desenvolver — este que supõe-se que viria a ser o título Thrasher Presents Skate and Destroy —, porém decidiu optar por fazer parte do projeto da Neversoft após jogar o protótipo do que viria a ser o primeiro jogo da série[2].